# SSC Karlsruhe
Der SSC Karlsruhe e. V. ist ein 1967 gegründeter Mehrspartensportverein aus Karlsruhe, der im Leistungs-, Breiten- und Gesundheitssport aktiv ist. Die Männer-Mannschaft der Volleyballer und die Roller-Derby-Damenmannschaft starten in der 1. Bundesliga. Das Unterwasser-Rugby-Team und die Sportgymnastinnen treten in der 2. Bundesliga an. Cricket-Spieler nehmen an der sechsgliedrigen Bundesliga teil (Stand: August 2023). Ein Element seiner Sportidee ist die Integration von Trendsportarten, die auch Gründungen der Bundesligen im Inlinehockey und Roller Derby auf den Weg brachten. Pionierarbeit wurde im Wasserspringen (Karlsruher Springerschule) und Freestyle Frisbee (Leitfaden zur Ausrichtung Deutscher Meisterschaften) geleistet. Der Verein unterhält regionale Sportgemeinschaften und Kooperationen, die vielfach sozial motiviert sind. Sportbezogene Kinder- und Jugendarbeit erfolgen in einer Sportkita, einer Kindersportschule und gemeinsam mit einer Eliteschule des Sports. Vereinsvertreter unterstützten und richteten Wettbewerbe auf globaler Ebene wie Weltmeisterschaften und World Games aus. Die vereinseigenen Sportstätten liegen auf 60.000 m² im Traugott-Bender-Sportpark.

## Geschichte des Vereins

### Vereinsgründung und Fusion mit dem Karlsruher Schwimmclub (1967–1979)
| Jahreschronologie 1967–1979 | Jahreschronologie 1967–1979           |
| --------------------------- | ------------------------------------- |
| 1967                        | 30. Juni Gründung SSC Waldstadt       |
| 1968                        | 1000 Mitglieder                       |
| 1969                        | Ernst-Reuter-Schule: Sporthalle       |
| 1970                        | Europäische Schule: Sporthallen       |
| 1971                        | Erste Tennisplätze und Rasenfeld      |
| 1972                        | 2000 Mitglieder                       |
| 1973                        | Erstes Angebot für Nichtmitglieder    |
| 1975                        | Otto-Hahn-Gymnasium: Sporthalle       |
| 1978                        | 3000 Mitglieder                       |
| 1979                        | Fusion mit KSN 1899 zum SSC Karlsruhe |

Der spätere Olympiazweite im 200-Meter-Lauf, Carl Kaufmann, und sein Trauzeuge Franz Alt erkannten, dass es für die Baby-Boomer im 1957 errichteten und kinderreichsten Stadtteil in der Karlsruher Waldstadt außer Fußball kein sportliches Angebot gab.
Sie konnten Traugott Bender, den Gemeinderat und späteren baden-württembergischen Justizminister, als Förderer für ihre Sportidee gewinnen. Nach der Vereinsgründung (beteiligte Personen) am 30. Juni 1967 warben sie vielfältig für eine Mitgliedschaft, so dass ein Vierteljahr später über 600 und ein halbes Jahr später 1.017 Mitglieder, davon 491 unter 14 Jahren, gewonnen werden konnten. Schulsporthallen der Ernst-Reuter- und der Europäischen Schule erweiterten ab 1969 die Möglichkeiten, so dass sich die Zahl an Kindern und Jugendlichen auf über 1.000 erhöhen konnte. Die Mädchen tendierten zu Gerätturnen und Ballett, während die Jungen Basketball, Handball und Leichtathletik bevorzugten. Der Verein war mit seiner Eltern-Kind-Gruppe in diesen Jahren Vorreiter in Karlsruhe. Die Tennisplätze wurden 1971 eingeweiht, und der Lauftreff war 1973 das erste Angebot für Nicht-Mitglieder. In der Vereinssatzung fand sich neben der besonderen Gewichtung des Schwimmens im Vereinsnamen die Errichtung einer geeigneten Sportstätte:

„Förderung aller Sportarten, insbesondere des Schwimmens und eines Schwimmzentrums im Bereich der Karlsruher Stadtteile Waldstadt, Rintheim und Hagsfeld.“

1974 begannen Fusionsverhandlungen mit dem Karlsruher Schwimmclub Neptun (KSN) 1899 parallel zur Entwicklung des Fächerbades. Im Zuge dieser Gespräche wurde der Vereinszweck dahingehend geändert, „erforderliche Sportstätten zu errichten und zu unterhalten.“ Die Fusion wurde durch Beschluss am 25. Januar 1979 vollzogen.

### Begegnungszentrum, Gemeinschaften und Kindersportschule (1980–1997)
| Jahreschronologie 1980–1997 | Jahreschronologie 1980–1997                     |
| --------------------------- | ----------------------------------------------- |
| 1980                        | Sport- und Begegnungszentrum mit Gaststätte     |
| 1981                        | Erste Kindertagesfreizeit im SSC-Zentrum        |
| 1982                        | Kooperationsmodell Schule und Verein            |
| 1984                        | Goldener Ball der Sportpresse Baden-Württemberg |
| 1987                        | Goldene Pyramide für Basketball-Damen           |
| 1988                        | 100. Deutsche Meisterschaften im Schwimmen      |
| 1989                        | 4000 Mitglieder                                 |
| 1990                        | Tennishalle / FitnessTreff                      |
| 1991                        | Länderspiele im Basketball und Volleyball       |
| 1992                        | Auszeichnung „Grünes Band“ Vielspartenverein    |
| 1997                        | Kindersportschule KiSSC                         |

Ein wichtiger Faktor in der Vereinsentwicklung war 1980 die Fertigstellung des Sport- und Begegnungszentrums, das viele Besucher aus der Umgebung anzog. Zu dieser Zeit kam bereits ein Drittel der Vereinsmitglieder von außerhalb der Waldstadt. Diese Tendenz verstärkte sich weiter, so dass Anfang der 1990er-Jahre etwa die Hälfte der Vereinszugehörigen aus den nordöstlichen Stadtteilen und der Region kam. Das lag auch an einer vielfältigen Erweiterung des Angebots durch Sportarten wie Synchronschwimmen, Triathlon, Rhythmische Sportgymnastik, Unterwasser-Rugby, Inline-Hockey und Tauchen, die nur in wenigen Vereinen angeboten wurden.
Das Kooperationsmodell „Schule und Verein“ des baden-württembergischen Kultusministeriums wurde 1982 vom SSC initiiert und vom Badischen Turner-Bund betreut. Bei den unterschiedlichen Angeboten hatten Schwimmen und im Schulsport nicht geförderte Sportarten wie Ballett, Kegeln, Schach, Trampolin, Wasserball oder Tanzsport hohen Zuspruch. Daraus entwickelte sich ein Kindersport-Treff in Kooperation mit dem Otto-Hahn-Gymnasium Karlsruhe. Weitere Schulprojekte sind die „Erlebniswelt Turnhalle – Turnen, Toben, Spielen“ und „Sport im Ganztag“ mit der Eichendorffschule, das Angebot „Erlebniswelt Wasser – Verbesserung der Schwimmtechnik“ mit der Tullaschule und „Rhythmik & Bewegung“ in der Weinbrennerschule. Seit 1997 gibt es eine zertifizierte Kindersportschule, in der hauptamtliche Sportfachkräfte mit pädagogisch ganzheitlichem Konzept unterrichten.
Im Rahmen der Städtepartnerschaft Karlsruhe – Halle gab es 1988 die erste sportliche Begegnung beim Friedenslauf in Halle und zehn Tage vor der Wende war die Freie Deutsche Jugend (FDJ)-Gruppe Halle verwundert über die Bedeutung des „Volkssports“, da dort nur leistungsorientierter Sport praktiziert wurde. Patenvereine waren der Sportclub Hallesche Pumpenwerke 69 Halle, der Universitätssportverein Halle und der SV Halle. Dessen Vereinsmitglied, der zweifache Marathonolympiasieger Waldemar Cierpinski, trug sich 1990 in das Gästebuch ein.
Der Verein ist Mitglied des Freiburger Kreises, der Arbeitsgemeinschaft größerer deutscher Sportvereine. Karl Heinz Stadler erarbeitete in einem bundesweiten Arbeitskreis ein Qualitätshandbuch zur Organisation im Sportverein mit zwölf Bausteinen. 1983 wurde über „Sport als Bestandteil des sozialen Netzes“ referiert und diskutiert. In den leistungssportorientierten, olympischen Disziplinen Leichtathletik (LG Karlsruhe, 1983) und Turnen (KunstturnRegion Karlsruhe, 1992) wurden erste regionale Sportgemeinschaften geschlossen.

### Kooperationen und Bundesligisten (seit 1997)
| Jahreschronologie 2000–2020 | Jahreschronologie 2000–2020                         |
| --------------------------- | --------------------------------------------------- |
| 2000                        | 5000 Mitglieder                                     |
| 2003                        | Sport 21                                            |
| 2009                        | Cabriobad                                           |
| 2010                        | 6000 Mitglieder                                     |
| 2012                        | Sportkita mit zwei Sporthallen                      |
| 2014                        | Großer Stern des Sport für Seniorenangebote         |
| 2015                        | 7000 Mitglieder / Frisbee-WM                        |
| 2017                        | 50 Jahre / Volleyball Männer Aufstieg 2. Bundesliga |
| 2018                        | Neuer Boulderbereich im Sport 21                    |
| 2019                        | Roller Derby Damen Aufstieg 1. Liga                 |
| 2020                        | 8000 Mitglieder                                     |
| 2022                        | Volleyball Männer Meisterschaft 2. Bundesliga Süd   |
| 2023                        | Volleyball Männer Aufstieg in die 1. Bundesliga     |

Der Verein unterhält Kooperationen mit anderen Vereinen wie im Capoeira (Meia Lua Inteira Offenburg e. V.), Fußball und Rugby (Karlsruher Sportverein Rintheim-Waldstadt e. V.), Gardetanz (Karnevalsgesellschaft 1904 Durlach e. V.), Gesellschaftstanz (Tanztoll GmbH), Kanu, Carving, Ski & Skateboard (Ski-Club Karlsruhe e. V.), Klettern (Sektion Karlsruhe des Deutschen Alpenvereins), Muay Thai (Muay Thai Club Karlsruhe e. V.), Reiten (Reiterverein Karlsruhe e. V.) und Snooker (Snookerclub 147 Karlsruhe e. V.). Im Rahmen des Angebots „Integration durch Sport“ des Deutschen Olympischen Sportbunds (DOSB) betreut der SSC Fußball- und Gorodki-Angebote. In Kooperation mit dem Schul- und Sportamt Karlsruhe werden Tanzangebote für Mädchen umgesetzt. In Zusammenarbeit mit der Sozial- und Jugendbehörde und dem Rotary Club erhalten benachteiligte Karlsruher Kinder Zugang zum Vereinssport.
Die Regionalisierung der leistungsorientierten Sportarten wurde im Schwimmen (Schwimmgemeinschaft Region Karlsruhe, 2012), in der Rhythmischen Sportgymnastik (WKG Karlsruhe/Bretten, 2016) und im Volleyball (Volleyball Region Karlsruhe 2019, 2019) fortgesetzt.
Seit 2012 starten Mannschaftssportler im Unterwasser-Rugby (2012), Roller Derby (2015), Volleyball (2015) und Cricket (2015) in Bundesligen.
Alle Bundeskaderathleten besuchen das Otto-Hahn-Gymnasium, wo es individuelle Lernpläne gibt.
Die Satzung stammt vom 22. April 2013. Organe des Vereins sind dementsprechend die Mitgliederversammlung, die als oberstes Organ Satzungsänderungen, Veräußerungen, Fusionen und die Auflösung beschließt. Die Delegiertenversammlung wird bei grundsätzlichen Entscheidungen vom Vorstand gehört. Diesem obliegt die Leitung des Vereins. Der Beirat fördert die Vereinsinteressen und ist von seiner Besetzung ein Spiegelbild der Gesellschaft in der Waldstadt. Weitere Organe sind der Jugendausschuss, die Rechnungsprüfer und die Ausschüsse, die grundsätzlich ehrenamtlich tätig sind.

## Mitglieder- und Mitarbeiterzahlen

Mitgliederentwicklung des SSC Karlsruhe

Der Verein ist der drittgrößte Sportverein in Karlsruhe. Er beschäftigt 17 hauptamtliche Mitarbeiter, 250 Trainer, Übungsleiter und Sporttherapeuten mit etwa 550 Übungsstunden. Über eine beim Badischen Sportbund anerkannte Lizenz verfügen 151 SSCler. Die Geschäftsführung teilen sich Stefan Ratzel (Sport) und Birgit Berg (Verwaltung), die von vier Mitarbeiterinnen in den Bereichen Beitragswesen, Hallenbelegungen, Finanzbuchhaltung und Organisation unterstützt werden. Im Fitness- und Gesundheitsstudio sowie Gesundheits- und Kindersport finden sich ebenfalls Fachkräfte, die von einer Bundesfreiwilligen unterstützt werden (Stand: 2024). Die mitgliederstarken Abteilungen Schwimmen und Tennis verfügen über die meisten Lizenzen, gefolgt von Basketball und Volleyball. Der Verein bietet mit einer Ausbildung zum Sport- und Fitnesskaufmann bzw. -kauffrau (IHK) berufliche Perspektiven nach der sportlichen Laufbahn.

## Spitzensport im Verein

### Grundlagen
Spitzensport wird basierend auf der Festlegung des Bundesministerium des Innern, für Bau und Heimat (BMI) durch Teilnahme bei Wettbewerben auf globaler Ebene (Olympische und Paralympische Spiele sowie Weltmeisterschaften und World Games), Weltcup-Serien und Weltranglisten definiert.
Ergänzende Merkmale sind die Durchführung internationaler Veranstaltungen auf globaler Ebene (Weltmeisterschaften und World Games), die Ausweisung als Stützpunkt und im Jugendbereich die Kooperation mit einer Eliteschule des Sports.

### Übersicht
Die Schwimmabteilung weist mit Gabi Reha die einzige für den SSC bei Olympischen Spielen startende Athletin auf. In Seoul 1988 belegte sie die Plätze 15 und 11.
Die Frisbee Freestyler Florian Hess, Christian Lamred und Alexander Leist errangen mehrere Weltmeister- und Europameistertitel und dominierten von August 2015 bis August 2018 die Weltrangliste. 2015 fanden Weltmeisterschaften auf dem Vereinsgelände statt.
Die Wasserspringer stellten mit Maximiliane Michael Olympia- und mit Kerstin Häffner Weltmeisterschaftsteilnehmerinnen und gehören seit 2012 mit dem Horst-Görlitz-Springerzentrum im Fächerbad Karlsruhe zu den Nachwuchsstützpunkten des Deutschen Schwimmverbandes.
Die Tennisspielerin Sina Herrmann spielt seit April 2017 Weltranglisten-Turniere der ITF Women’s World Tennis Tour. 2008 und 2009 fanden die ATP-Challenger-Tour-Turniere im Herrentennis auf dem Vereinsgelände statt.

#### Schwimmen
In den Anfangsjahren (ab 1968) mussten die Schwimmer in das überbelegte Neureuter Bad zum Training. Auch die Alternative Tullabad konnte erst nach mehreren Gesprächen mit dem Bäderamt der Stadt realisiert werden. Nach der Eröffnung des Hallenbades in Blankenloch im Jahr 1973 trainierten und starteten die SSC-Schwimmer gemeinsam mit dem SSV Blankenloch. Mit der Gründung der Schwimmgemeinschaft Region Karlsruhe (SGRK) wurde die Grundlage für den Leistungssport Schwimmen in Karlsruhe gelegt.
Ein bedeutendes Ereignis waren vom 19. bis 24. Juli 1988 die 100. Deutschen Schwimmmeisterschaften im Fächerbad, die der alleinige Qualifikationswettkampf für die Olympischen Sommerspiele in Seoul waren. Ein Europarekord und mehrere deutsche Rekorde wurden geschwommen. Das lokale Interesse galt Gabi Reha, die sich bei ihrem Heimspiel mit dem Deutschen Meistertitel über 200 m Schmetterling die Olympiateilnahme sichern konnte.

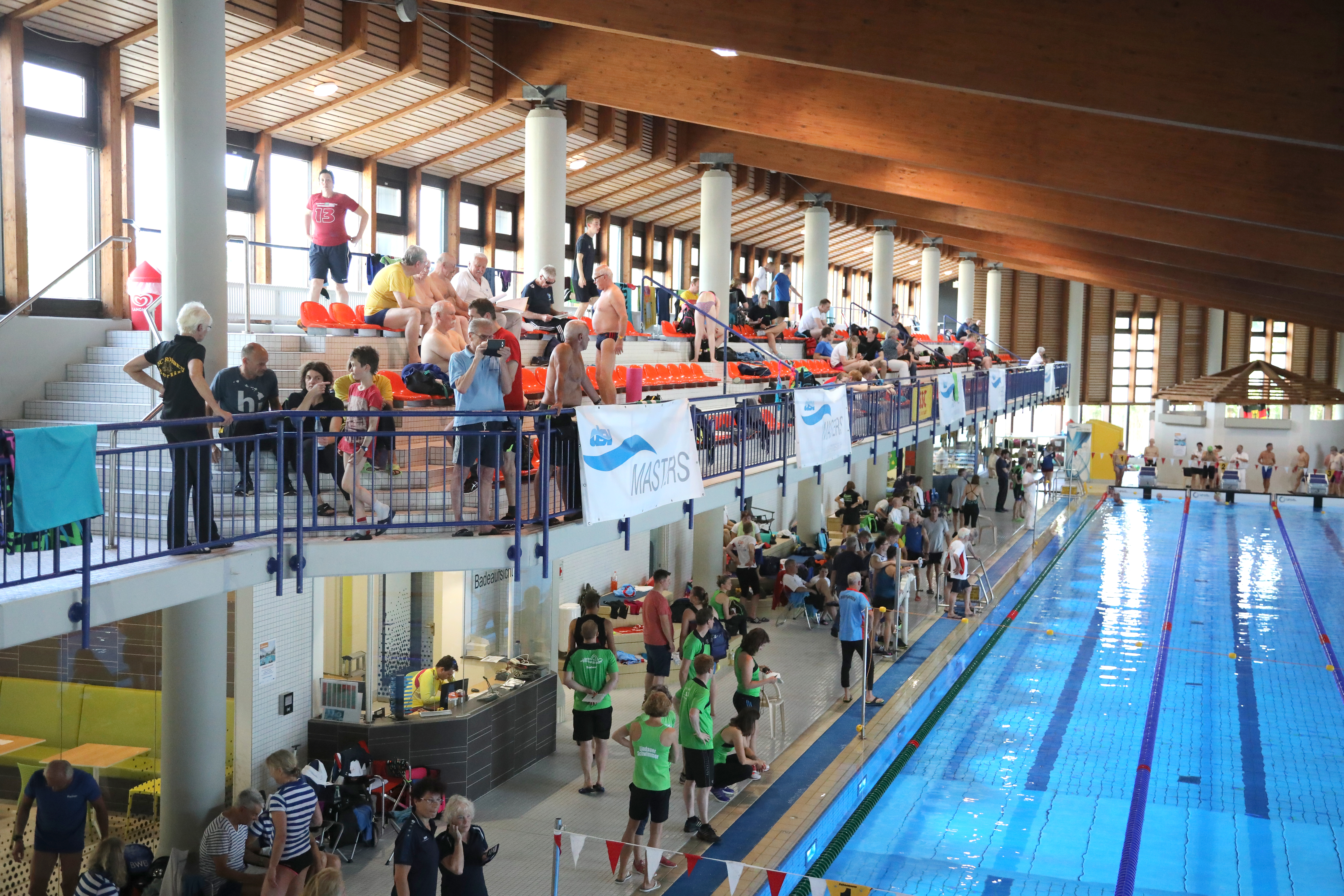
Deutsche Meisterschaften der Masters

Im Fächerbad finden regelmäßig die Internationalen Schwimmsport-Tage Karlsruhe (ISTKA) statt. Neben dem VfL Sindelfingen und dem Aquatoll der Neckarsulm Sport-Union wurden der SSC und die SGRK von der Leistungssport Schwimmen Baden-Württemberg gGmbH zum Landesstützpunkt Schwimmen ernannt.
Von 1954 bis 1958 stellten Schwimmer des Karlsruher Schwimmclub Neptun (KSN) 1899 (bis zur Fusion im Jahre 1979 Vorgänger des SSC) elf deutsche Einzelrekorde und 13 Staffelrekorde auf.
Peter Katzorke wurde 1957 in Paris Studenten-Weltmeister über 200 m Schmetterling und Klaus Bodinger gewann 1958 bei den Europameisterschaften in Budapest die Bronzemedaille über 200 m Brust. An diese Erfolge konnte erst Gabi Reha mit der Teilnahme an den Olympischen Sommerspielen in Seoul anknüpfen. Nachdem Christian Pieper 1991 bei den Jugendeuropameisterschaften den 7. Platz über 1500 m Freistil belegt hatte, gelang ihm 1995 im japanischen Fukuoka der Gewinn der Studentenweltmeisterschaft über 800 m Freistil. Gerhard Giera wurde 2004 in Riccione Seniorenweltmeister in der Altersklasse (AK) 75 und trat 2019 beim Masters in der AK 90 in vier Disziplinen an Giulia Goerigk gewann im August 2019 als 17-jährige den Titel bei den Deutschen Meisterschaften über 400 m Lagen. Sie startete im Mai 2021 bei den Schwimmeuropameisterschaften 2020 in Budapest über 200 und 400 m Lagen.

#### Freestyle Frisbee
Nach Durchführung der Europameisterschaften 2011 bestand für die Frisbee-Freestyler die Notwendigkeit, die Strukturen zu professionalisieren und den Nachwuchs zu fördern. So wurde der Gesprächsfaden von 2007 im Zusammenhang mit der Ausrichtung der Deutschen Meisterschaft aufgenommen und mit der Integration in den Verein im Jahr 2012 gab es offizielle Hallenzeiten, Infrastruktur, Pressearbeit aber auch finanzielle Mittel. Die Abteilung zählt 36 Mitglieder (Stand: November 2024), die zahlreiche Titel erringen konnten und eine treibende Kraft für den Sport darstellen. Florian Hess war von 2007 bis 2019 Freestyle-Frisbee-Abteilungsleiter beim Deutschen Frisbee-Sport-Verband (DFV) und Christian Lamred ist im DFV-Lehrteam aktiv.
2007 wurden Deutsche, 2011 Europa-, 2015 Welt- und 2017 wiederholt Deutsche Meisterschaften ausgerichtet. Die Weltmeisterschaften fanden im Rahmen des 300-jährigen Karlsruher Stadtgeburtstags vom 25. bis 28. Juni 2015 im Traugott-Bender-Sportpark mit 144 Spielerinnen und Spielern aus 14 Ländern und mehr als 8.000 Besuchern statt.

#### Wasserspringen
Ende der 1950er Jahre wurde die Idee des damaligen Badedirektors Döring einer vereinsübergreifenden Trainingszeit der Springsportler der Karlsruher Vereine Karlsruher Schwimmclub Neptun (KSN) 1899 und Freier Spiel- und Sportverein 1898 von Peter Strähle verwirklicht und die Springerinnen und Springer zur Karlsruher Springerschule zusammengeführt. Trainiert wurde ab 1955 gemeinsam im Karlsruher Tullabad, das bundesweit über die einzige wettkampfgerechte Turmanlage verfügte. 1956 begann der Aufschwung des Wasserspringens durch den aus der DDR abgesetzten Horst Görlitz, der aber bereits 1958 als Staatstrainer nach Italien wechselte. Nach seiner Rückkehr im Jahre 1970 setzte er gemeinsam mit Peter Strähle und Helmut Hünerfauth eine systematische Talentsuche und -förderung um. Maximiliane Michael im Turmspringen und Peter Strähle als Kampfrichter nahmen an den Olympischen Spielen in München 1972 teil. Anfang der 1980er-Jahre erfand Peter Strähle das Synchronspringen, dessen weltweite Premiere am 8. und 9. Dezember 1984 im Fächerbad stattfand. Kerstin Häffner nahm als Deutsche Meisterin an den Schwimmweltmeisterschaften in Perth 1991 teil. Zwischen 1984 und 1997 war das Karlsruher Fächerbad Austragungsort der Deutschen Mannschaftsmeisterschaften. Neben Horst Görlitz und Peter Strähle zählt Helmut Hünerfauth seit 62 Jahren zur Karlsruher Springerschule.
Am 1. Mai 2012 wurde die Trainingsstätte, das Horst-Görlitz-Springerzentrum im Fächerbad Karlsruhe, zu einem von 7 Nachwuchsstützpunkten des Deutschen Schwimmverbandes ernannt. Die Sprunganlage besteht aus zwei 1-Meter- und zwei 3-Meter-Sprungbrettern. Dem Trainerteam steht zusätzlich ein großes Trampolin mit Longe, eine Trockensprunganlage und Gymnastikhalle jedoch kein Turm zur Verfügung, der in Bundesstützpunkten mit allen Plattformen bereitsteht. Unterrichtet werden Nachwuchs- und Grundlagengruppen bis zum Alter von 10 Jahren und Leistungsgruppen ab 10–11 Jahren.

#### Tennis

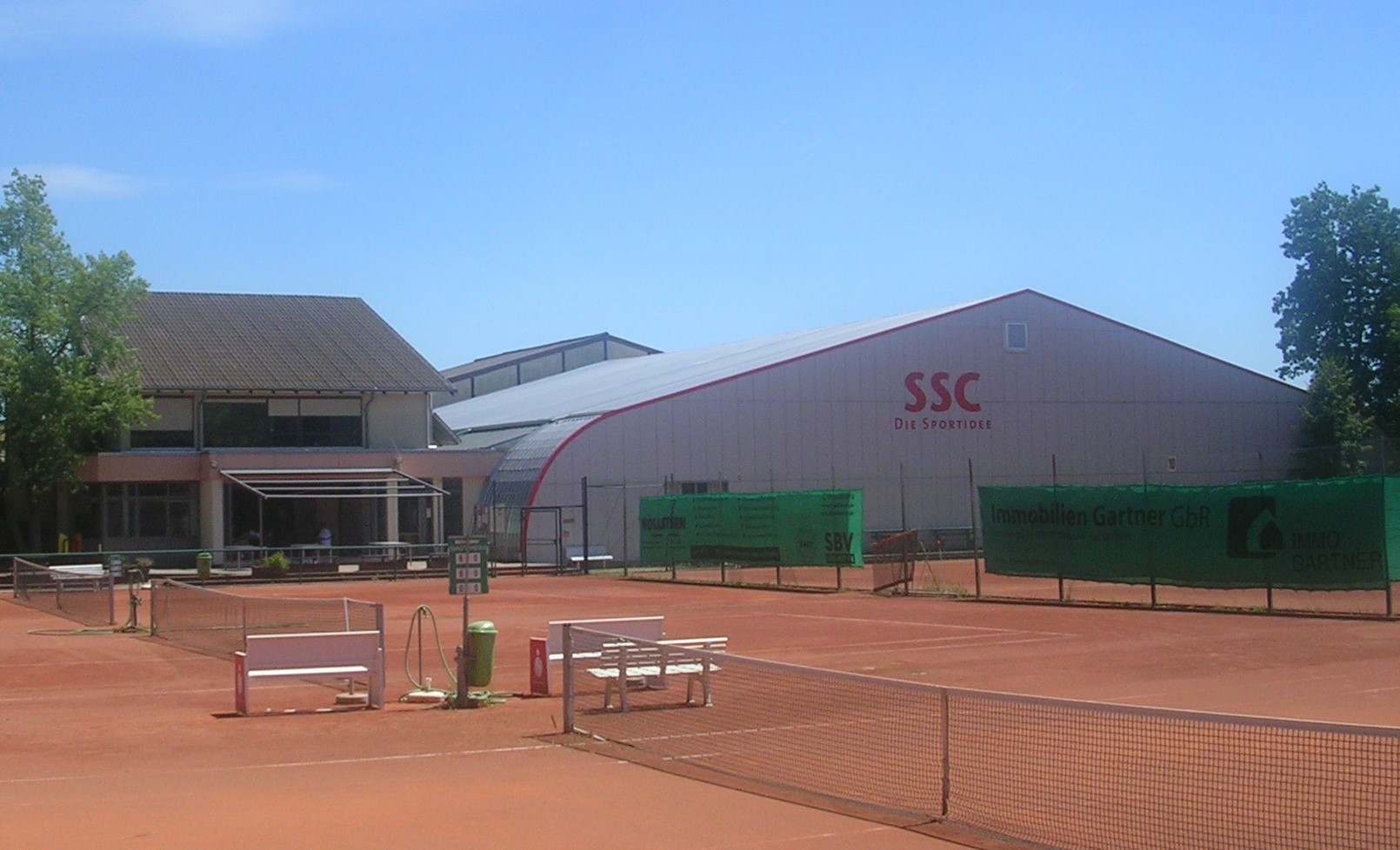
Außenanlage und Tennishalle des SSC

Nachdem die Stadt Karlsruhe im Jahre 1970 ein Gelände für den Bau von Tennisplätzen zugewiesen hatte, konnte – nach Gründung der Abteilung am 15. Januar 1971 – die Anlage am 29. Mai 1971 eröffnet werden. Bereits ein Jahr später wurde die festgelegte Höchstmitgliederzahl erreicht, und es gab eine Warteliste. Nach einer Erweiterung der Platzkapazitäten konnte im Jahr 1973 der Spielbetrieb in der Verbandsrunde aufgenommen werden. 1974 wurden eine Zweifeld-Halle sowie Umkleide- und Sanitärräume gebaut. Trotz des weiteren Ausbaus auf elf Aschenplätze gab es 1978 erneut einen Aufnahmestopp und eine Warteliste.
Die Abteilung richtete 2008 und 2009 die Baden Open auf der vereinseigenen Anlage aus. Bis zu 12.000 Zuschauer konnten jedes Jahr begrüßt werden. Der Center Court fasste bis zu 1.000 Zuschauer. Sina Herrmann startet seit April 2017 auf der ITF Women’s World Tennis Tour. 

## Wettkampfsport im Verein
Die folgenden Abteilungen betreiben Mannschaftssport von der Bezirksliga zur 1. Bundesliga und Individualsport.

### Mannschaftssport

#### Bundesligisten

##### Roller Derby
Im Januar 2012 bot der SSC Karlsruhe den rocKArollers, dem Team der Kontaktsportart Roller Derby, die Integration in etablierte Vereinsstrukturen an. Seit 2015 sind sie Mitglied der Women’s Flat Track Derby Association (WFTDA). Die rocKArollers sind Gründungsmitglied der Bundesliga. Die Frauenmannschaft stieg 2019 ungeschlagen in die 1. Bundesliga auf. Abteilungsleiterin Ulrike Frischholz ist seit 2016 im Kader der deutschen Nationalmannschaft und erreichte mit dem Nationalteam Platz 13 bei den Weltmeisterschaften 2018 in Manchester. Im März 2019 erhielt Thomas Eckhard die Ehrennadel in Silber des Deutschen Rollsport und Inline-Verbands für seine WFTDA-zertifizierte Schiedsrichtertätigkeit auf höchster internationaler Ebene.

##### Volleyball

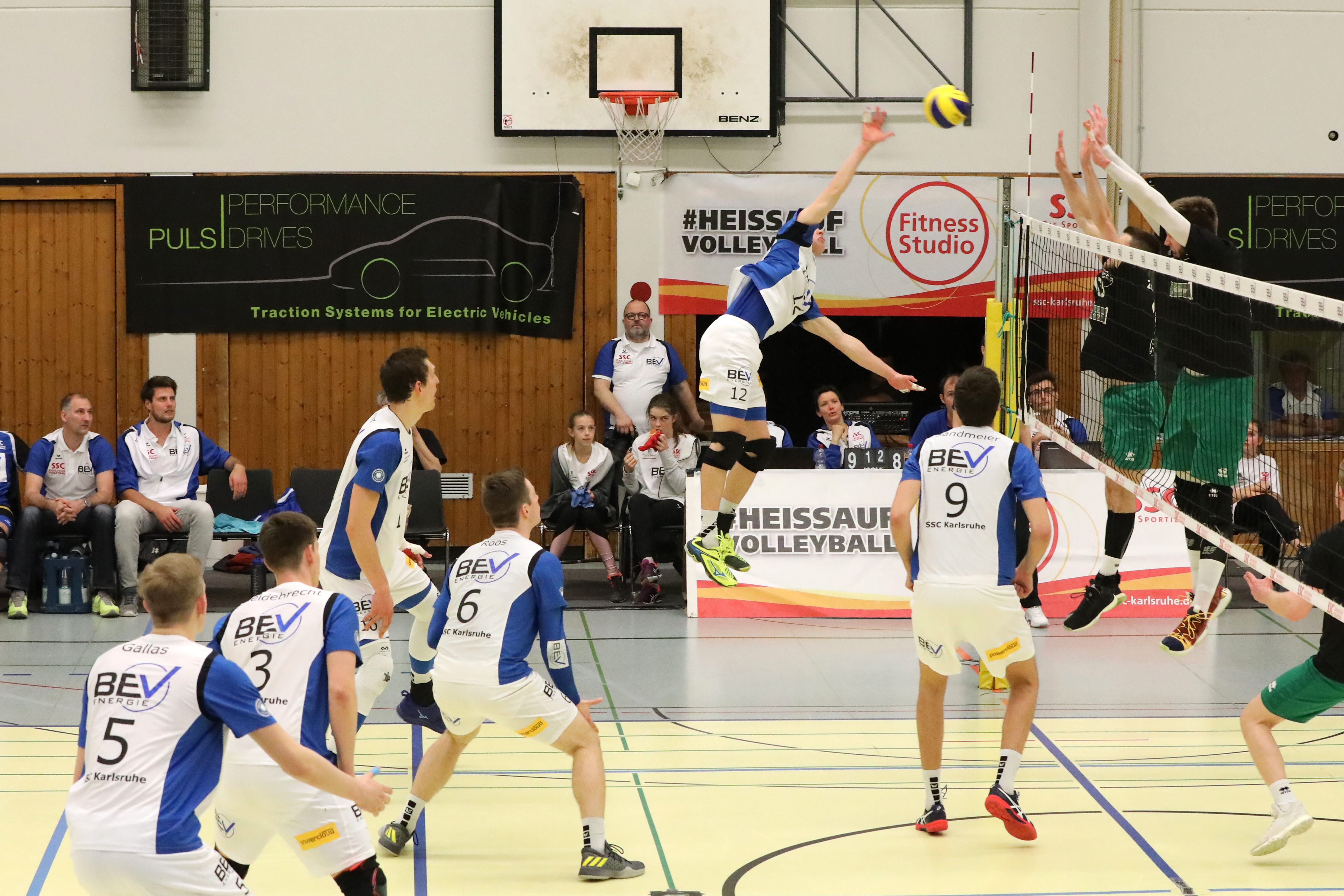
Lukas Jaeger (12) überwindet den Block des FT 1844 Freiburg in einem Spiel der 2. Bundesliga Süd

1968 wurde die Volleyballabteilung des SSC Karlsruhe gegründet. Mit dem Übergang des Drittligaspielrechts der TuS Durmersheim an die Volleyballer des SSC Karlsruhe 2015 startete das Entwicklungsprojekt der Volleyballabteilung, welches seit der Saison 2019/20 offiziell unter der Marke „BADEN VOLLEYS SSC Karlsruhe“ geführt wird. 2017 gelang den Männern der Aufstieg in die 2. Bundesliga und 2023 in die 1. Bundesliga.

##### Unterwasser-Rugby
1993 trat der Tauchsportclub Karlsruhe mit seiner Unterwasser-Rugby-Mannschaft dem SSC bei, da dort bessere Trainings- und Jugendentwicklungsmöglichkeiten gesehen wurden. In der Saison 2024/25 startet die Mannschaft in der 2. Bundesliga Süd.

##### Cricket

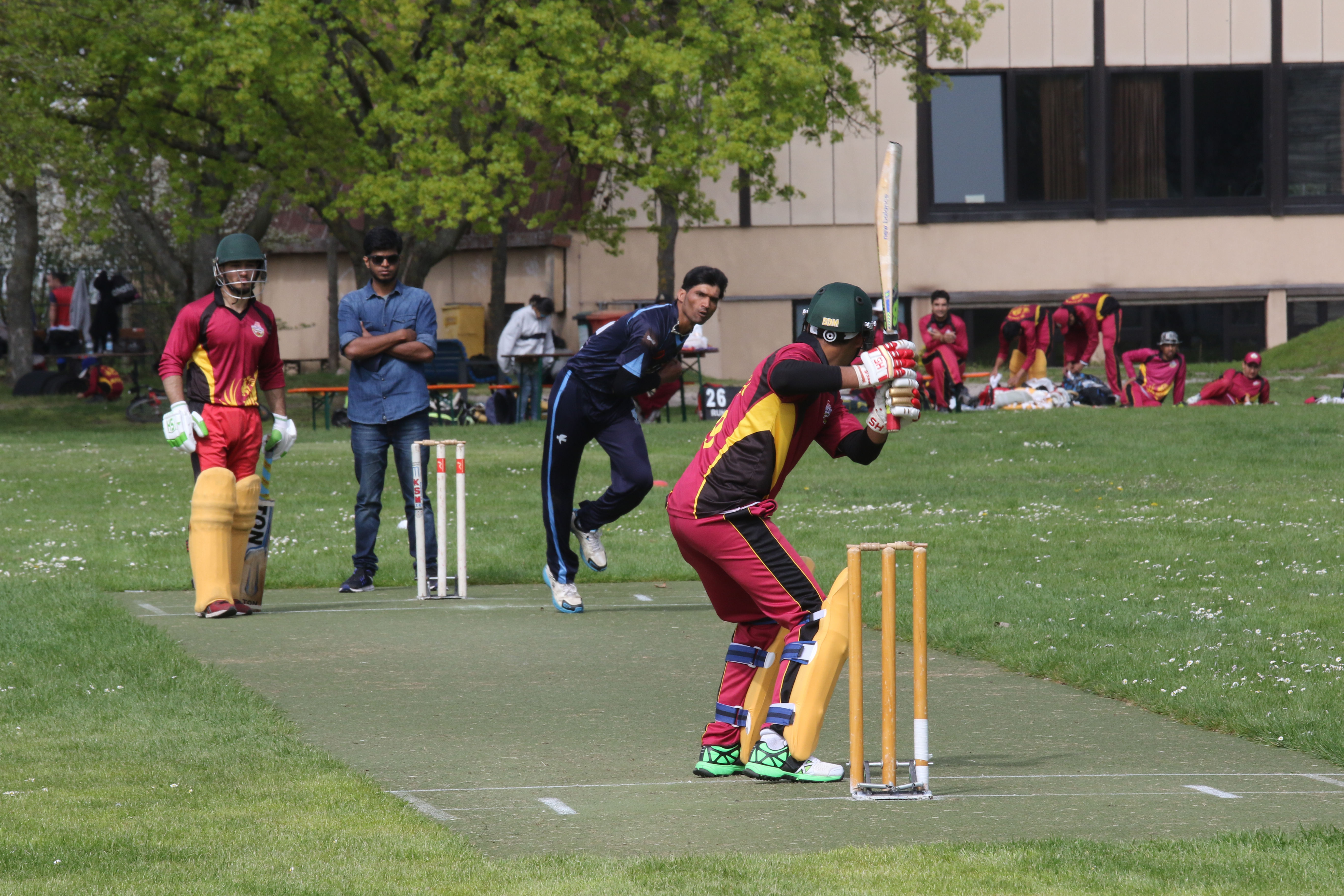
Cricket Lions

Die 2011 gegründete Cricket-Abteilung verfügt über eine eigene Anlage und richtete dort die Deutsche Meisterschaft 2018 gemeinsam mit den Karlsruhe Cougars aus. Die Cricket Lions, eine Kooperation mit dem Karlsruher Institut für Technologie, standen 2013, 2017 und 2018 im Finale des Deutschen Vereinspokals. In den Spielzeiten 2016 und 2017 errangen die Cricket Lions den Titel in der Cricket-Bundesliga Südwest während 2018 und 2019 der zweite Tabellenplatz erreicht wurde. In der Saison 2022 starteten die Cricket Lions in der DCB Bundesliga (Südwest).

##### Rhythmische Sportgymnastik

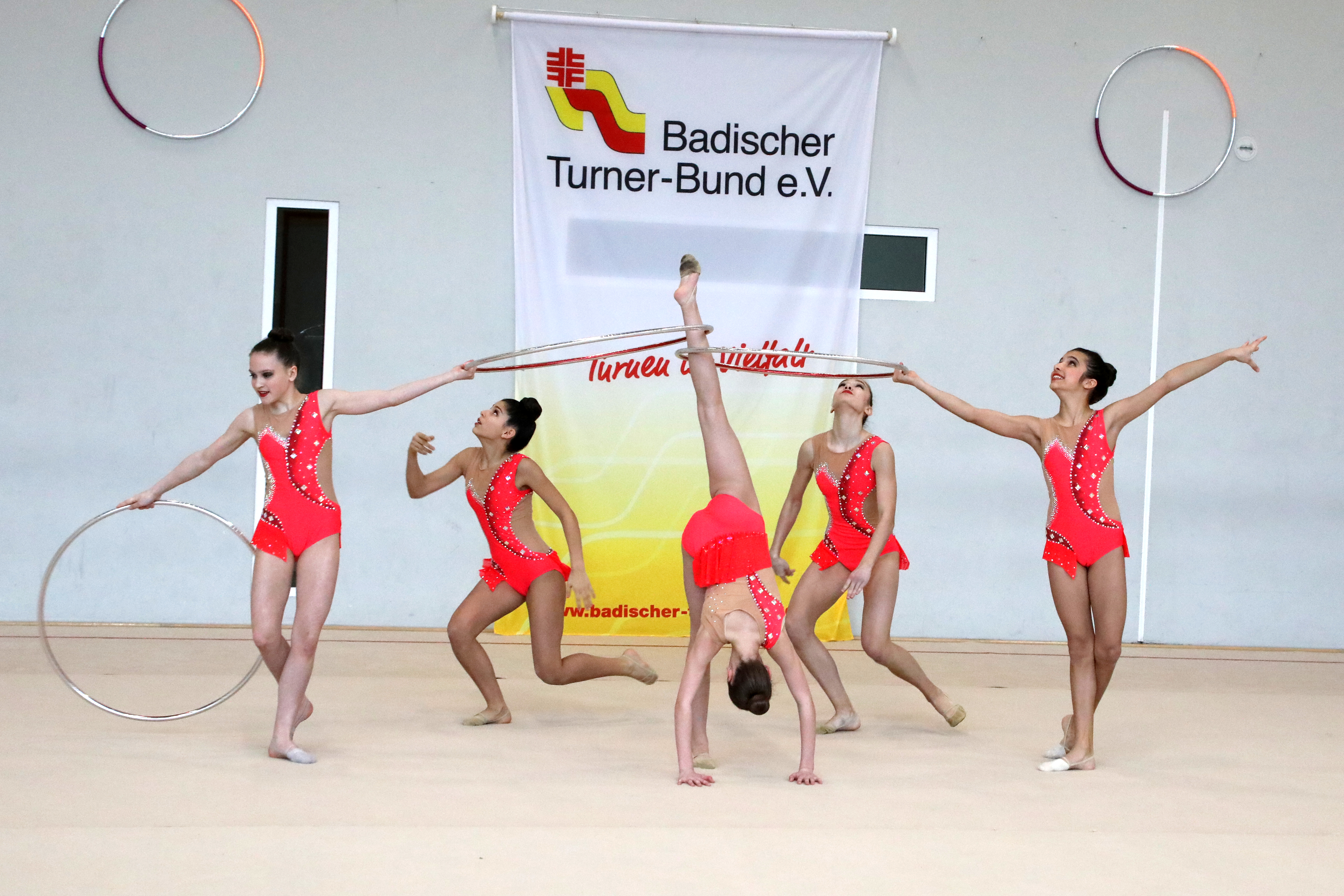
Rhythmische Sportgymnastik

Die seit 1990 im Verein organisierten Sportgymnastinnen wurden am 10. Juni 2016 von einer Jury des Badischen Sportbunds mit einem Anerkennungspreis für ihre exzellente Nachwuchsförderung im Leistungssport geehrt. Angelina Fokina holte bei den Deutschen-Jugendmeisterschaften 2017 in der JLK 14 mit dem Ball Rang vier und wurde mit den Keulen Sechste. Martha Ostertag überraschte beim Deutschland Cup 2018 und gewann das Finale mit dem Ball. Bei den deutschen Meisterschaften am 2. Juni 2021 in der Dortmunder Westfalenhalle errang die Wettkampfgemeinschaft SSC Karlsruhe/TV Bretten in der Besetzung Elisa Schnorr, Maxima Bachmayer, Evelyn Schäfer, Martha Ostertag, Melina Holfelder, Uljana Wiens (SSC Karlsruhe) und Angelina Cosi Montes (ehem. TV Bretten) den fünften Platz. Seit 2020 starten die Gymnastinnen in der 2. Bundesliga.

#### Weitere Mannschaftssportarten

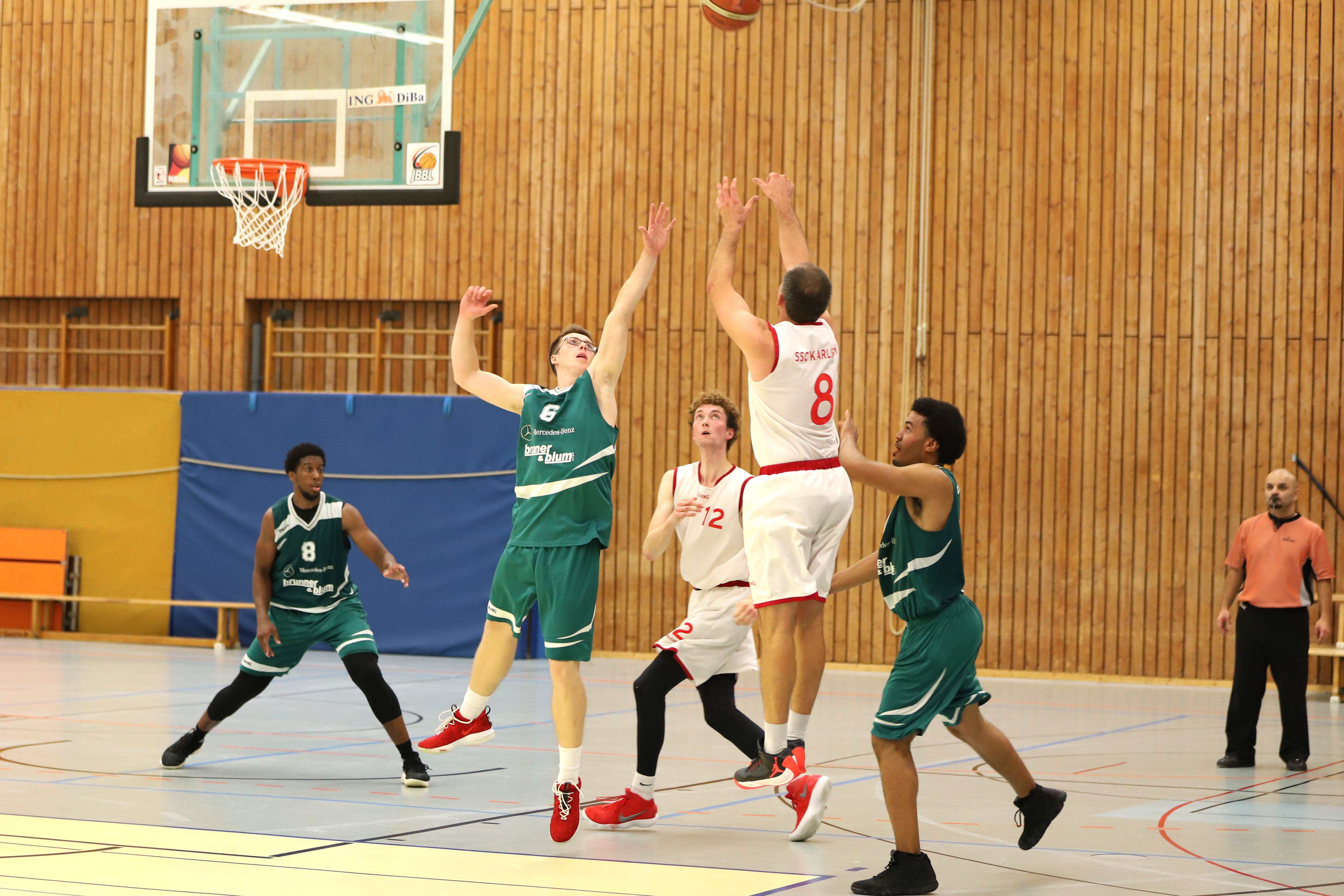
SSC-Basketballer beim Sprungwurf

1969 nahmen die Basketballer den Spielbetrieb auf. 1973 wurden die männlichen Junioren Baden-Württembergischer Vizemeister, 1975 Südwest-Deutscher Vizemeister und spielten um die deutsche Meisterschaft. Als Herren stiegen sie 1983 in die Regionalliga auf, wo sie in der Saison 1984/85 Zweiter wurden. Der beim SSC ausgebildete und für den USC Heidelberg spielende Uwe Sauer startete 1984 bei den Olympischen Sommerspielen in Los Angeles unter anderem gegen Michael Jordan. Weitere Bundesliga-Spieler waren Carsten Heinichen, Georg Vengert, Florian Moysich, Edwin Ofori-Attah, Michael Baumer und Tom Alte, die zu Beginn oder zum Ende ihrer Karriere für den SSC aufliefen. Die Damen-Mannschaft mit Kadetten-Nationalspielerin Silke Schleichert wurde von Trainer Reinhard Stark 1992 in die 1. Damen-Basketball-Bundesliga geführt. Co-Trainer war der spätere Damen-Bundestrainer Olaf Stolz. Allerdings war der unmittelbare Abstieg nicht zu vermeiden. Drei Jahre spielte die Mannschaft in der 2. Basketball-Bundesliga. 1998/99 und in den Folgejahren qualifizierte sich die erste Herren-Mannschaft unter Trainer Drazan Salavarda zweimal für die Aufstiegsrunde zur 2. Basketball-Bundesliga. Die Abteilung richtete bedeutsame Veranstaltungen wie die Eurobaskets 1985 und 1993 sowie die Weltmeisterschaft der Damen 1998 aus. Seit 2014 existiert die Basketballakademie, deren Ziel es ist, Talente gezielt zu fördern. Alexander Richardson zählte bei den Junioreneuropameisterschaften 2019 in allen Spielen zu den Starting Five der deutschen Auswahl.
Die 1968 gegründeten Handballer konnten mit dem Aufstieg 1986 in die Oberliga nur kurzfristig neben dem dominanten TSV Rintheim Erfolge feiern. Im Juni 1995 beschlossen die Abteilungsleiter des SSC und des Polizeisportvereins Karlsruhe den Zusammenschluss zur Handballspielgemeinschaft PSV/SSC Karlsruhe. Im Juli 2017 löste sich die Spielgemeinschaft auf und geht seitdem als SSC Karlsruhe an den Start.
Der Trendsport Inlinehockey wurde aus einer 1995 gegründeten Freizeit-Mannschaft entwickelt, die 1996 vom SSC aufgenommen wurde. Die Mannschaft war 1998 Gründungsmitglied der Bundesliga
und Ausrichter des Final-Turniers in der Eislaufhalle Waldbronn und firmiert als White Stags. Im Jahr 2000 wurde das Herrenteam Süddeutscher Meister und 2005 konnten die Junioren Deutscher Vizemeister werden. Die Goalies David Manherz (2009) und Daniel Scheck (2010, 2011) wurden für die Junioren-Nationalmannschaft nominiert.

### Individualsport

#### Leichtathletik
Bereits im Jahre 1969 organisierte Carl Kaufmann erste Leichtathletik-Sportfeste auf dem Universitätsgelände und Volksläufe im Hardtwald, die breitensportlich relevant zur Sportabzeichen-Abnahme dienten. 1978 und 1983 konnten durch die im Wildparkstadion verlegte Tartanbahn und den Bau der Europahalle wettkampftaugliche Trainingsbedingungen geschaffen werden. Allerdings wurden 1998 Mannheim und Freiburg als Olympiastützpunkte vorgezogen.
Thomas Lauinger war fast 20 Jahre prägender Athlet der Leichtathleten mit dem Gewinn der deutschen Jugendmeisterschaft im Weitsprung 1992, Vizemeisterschaften bei den Deutschen Juniorenmeisterschaften 1995 über 100 Meter und 1998 über 200 Meter sowie am 1. August 2009 mit der M30-Herren-4-mal-100-Meter-Staffel, die deutschen Seniorenrekord mit 41,72 s lief. Der ehemalige SSC-Sprinter Christian Schacht (Bestzeit 10,40 s) wurde mit LAZ Salamander Kornwestheim-Ludwigsburg 1999 und 2001 Deutscher 4-mal-100-Meter-Meister und errang im 100-Meter-Lauf den dritten Platz bei den Deutschen Meisterschaften 2000. Bei den Weltmeisterschaften in Sevilla 1999 verfehlte er mit der Sprintstaffel des Deutschen Leichtathletik-Verbands (DLV) den Endlauf um acht Hundertstelsekunden. Larissa Kaufmann, die Tochter des Vereinsgründers Carl Kaufmann, errang mit der 4-mal-400-Meter-Staffel bei den Deutschen Meisterschaften 2006 bis 2013 Spitzenplätze.

#### Gerätturnen
1967 startete das Kinderturnen an zwei Säulen in einem Klassenzimmer. Anfang der 1980er-Jahre war der SSC der einzige Verein in Karlsruhe, der Wettkampfmannschaften sowohl im Jungen- wie im Mädchenturnen aufstellen konnte. 1986 fanden die Junioreneuropameisterschaften im Kunstturnen in der Karlsruher Europahalle mit 28 Nationen statt. Höhepunkt in den 1990er-Jahren war das Landesturnfest 1997, bei dem 250 Gäste im Otto-Hahn-Gymnasium ihr Quartier bezogen. Alexandra Tcherniakhovski errang am 30. November 2019 beim Finale der Deutschen Turnliga in Ludwigsburg mit der TG Karlsruhe-Söllingen den vierten Platz.

#### Triathlon
Als erste Trendsportart wurde 1988 eine Triathlonabteilung gegründet. Anfang der 1990er-Jahre startete ein Team in der 1. Baden-Württemberg-Liga. 2002 wurde Sebastian Kienle als Vereinsmitglied Baden-Württembergischer Meister im Duathlon. Felicitas Kuld wurde 2012 in Roth Europameisterin in der Altersklasse 1955–1959. Im Folgejahr errang sie den dritten Platz in Vichy. Im Oktober 2019 nahm sie am Ironman Hawaii teil. Fabian Rahn errang nationale Erfolge im Duathlon und internationale Erfolge im Triathlon. Maximilian Hrabowski startete 2019 beim Ironman Hawaii in der Altersklasse M45-49 und beendete diesen nach 9:48:26 Stunden.

#### Weitere Individualsportarten
Bereits seit dem Vereinsgründungsjahr 1967 existiert die Tischtennis-Abteilung.

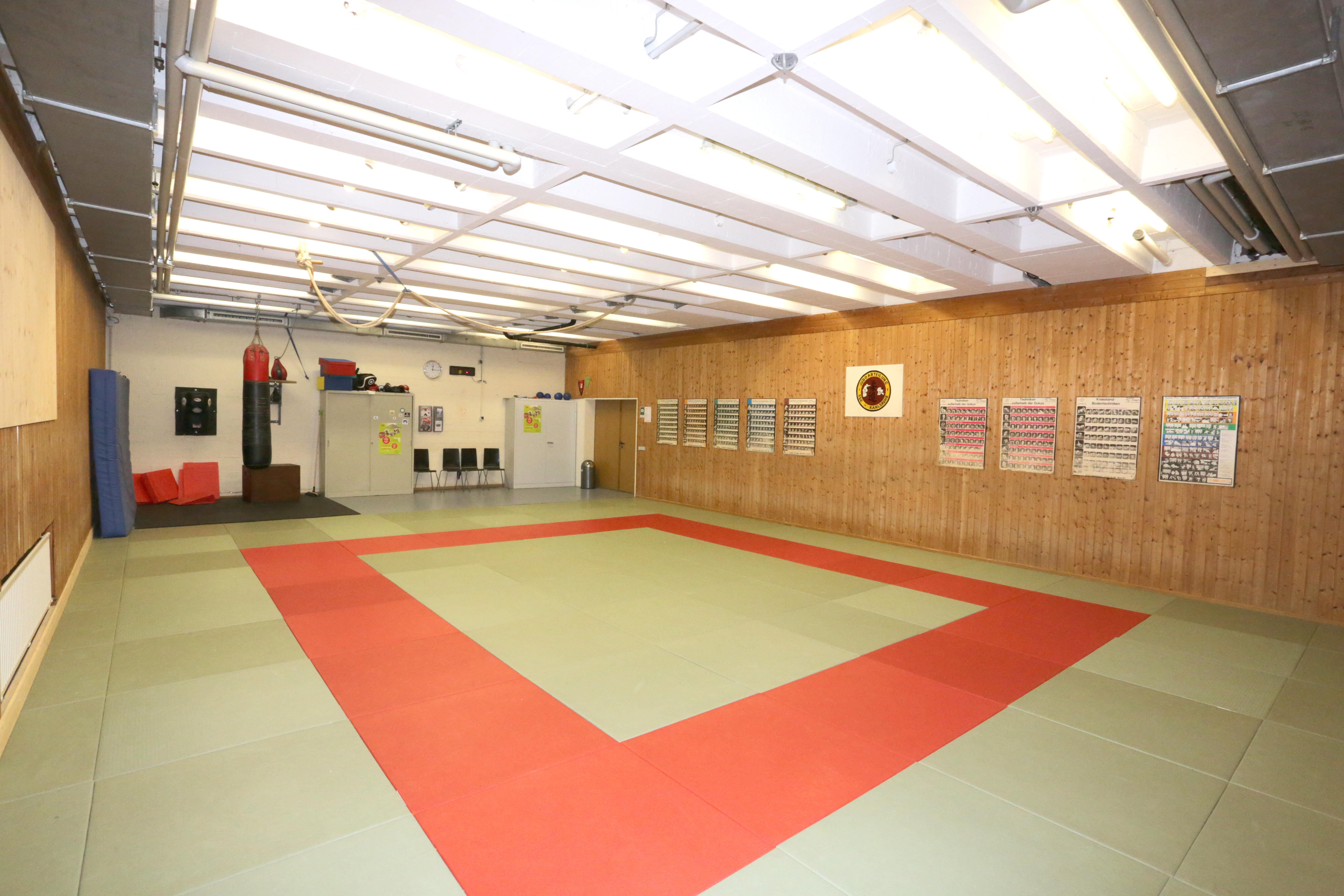
Dojo im Begegnungszentrum des SSC

1975 wurde die Integration der Judogruppe Europäische Schule in den SSC mit der Einrichtung eines Dojo verknüpft, das 1980 realisiert wurde. 1988 nahm Birgit Finster an den deutschen Meisterschaften der A-Jugend teil. Seit Mitte der 1990er-Jahre wird Judo im Verein als Breitensport betrieben, mit Ausnahme des Weltmeisterschaftteilnehmers René Breidohr, der 2019 als erster G-Judoka in Baden-Württemberg den Meistergrad errang.

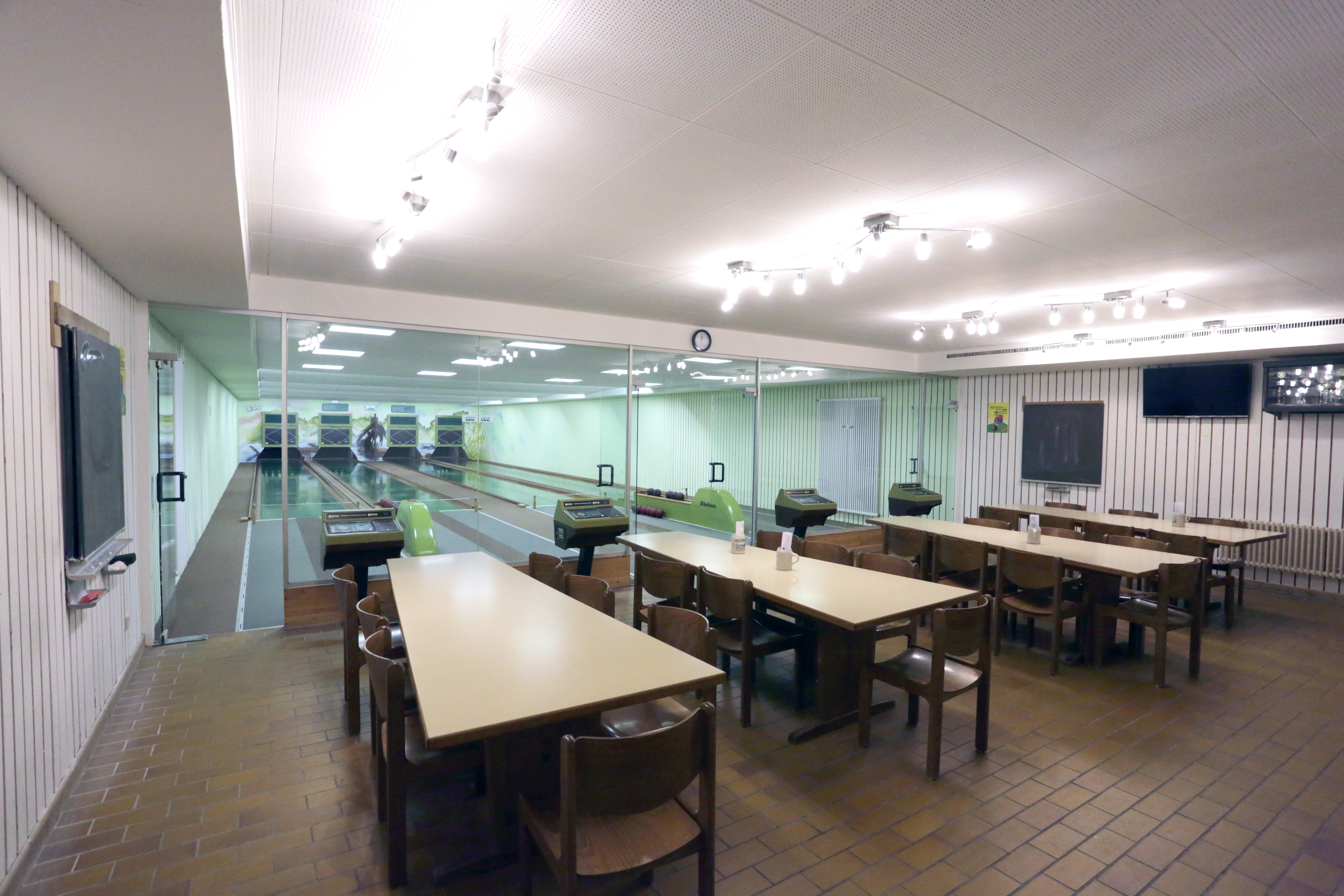
4-Bahnen-Kegel-Anlage

Die 1980 gegründeten Kegler verfügen seit 1990 über eine 4-Bahnenanlage. Abteilungsleiter Raimund Riffel wurde 2003 Deutscher Vize- und 2004 Deutscher Meister der Senioren B.
Die im November 1987 durch eine Studentin etablierten Synchronschwimmer führten die Deutschen Meisterschaften im Synchronschwimmen 1996 durch. Im Januar 2017 und Januar 2019 wurden die Pflichtranglistenturniere des Deutschen Schwimm-Verbandes (DSV) ausgerichtet. Im April 2017 fanden die Deutschen Altersklassenmeisterschaften statt. Pia Sarnes nahm an den Schwimmeuropameisterschaften 2018 im Team-Wettbewerb teil.
Die 1997 gegründete Badminton-Abteilung nahm 2010 den Spielbetrieb auf. In der Saison 2023/24 spielen sowohl die 1. als auch die 2. Mannschaft in der Landesliga Oberrhein.
Die Abteilung für Tanzsport wurde 1977 gegründet, widmete sich dem Folkloretanz (bis 1982), dem Orientalischen Tanz (bis 2009) und dem Gesellschaftstanz (bis 2000). Im Mai 2022 wurde die Abteilung wieder gegründet. Unter Leitung der ehemaligen Latein-Weltmeisterin Marta Arndt und ihres damaligen Partners Pavel Pasechnik trainieren 70 Tänzerinnen und Tänzer.

## Breitensport und Rehabilitationssportgruppen

### Breitensport
Sportliche Aktivitäten, die der körperlichen Fitness, dem Ausgleich von Bewegungsmangel sowie der Geselligkeit dienen, von Übungsleitern begleitet werden und ohne Wettkampf stattfinden, werden in den Abteilungen Allround-Sport, Fußball, Jazztanz, Ski, Taekwondo, Tauchen, Trampolin, Tricking und Wandern betrieben. Schwimm/Aqua-, Ski-, Judo- und Tenniskurse sowie seit der Fitnesswelle Aerobic, Allround-Fitness, Walking, Autogenes Training, Qi Gong, Tai Chi, Callanetics und Gedächtnis-/Achtsamkeitstraining runden das Vereinsangebot ab, das ohne Mitgliedschaft wahrgenommen werden kann.
Folgende Abteilungen beendeten ihre Aktivitäten:
- Zweiter Weg – 1968 gegründet, das Aktionsprogramm des DOSB entsprach dem „Erholungs-, Spiel- und Sportbedürfnis breiterer Volksschichten“,[99] 2002 beendet
- Fechtabteilung – 1969 gegründet, trotz Diplomfechtmeister und Übungsleiterin 1971 beendet
- Schachabteilung – 1977 gegründet, zeitweise nahmen fünf Mannschaften an Rundenspielen teil, 1996 aufgelöst.
- Wasserball – 1979 durch Fusion mit dem Karlsruher Schwimmclub Neptun (KSN) 1899 übernommen, 1986 wurde eine Frauenmannschaft um Gabi Reha Süddeutscher Meister,[100] 2001 beendet

### Rehabilitationssportgruppen
Die Rehabilitationssportgruppen sind vom Badischen und Deutschen Behindertensportverband geprüft, zertifiziert und anerkannt. Die Übungsleiter sind speziell ausgebildet mit entsprechender Lizenz und Fortbildung mindestens alle zwei Jahre. Ingeborg Stadler koordiniert seit 1980 die Herzsportgruppe in der Europäischen Schule, während Übungen für weniger Belastbare seit 1986 in der Schillerschule stattfinden. Im Lungensport entstand die erste Gruppe im Jahr 2010. Zwei Jahre später wurde das Angebot für Typ-2-Diabetiker erweitert. Seitdem können Personen mit orthopädischen Krankheitsbildern wie Wirbelsäulenbeschwerden oder Osteoporose teilnehmen. Der Verein ist Teil der Vereinsinitiative Gesundheitssport, der weitere Vereine aus der Region wie Karlsruher Turnverein 1846, SV Karlsruhe-Beiertheim, TSG Blankenloch oder SSV Ettlingen angehören.

## Kinder- und Jugendsport
Kinder- und Jugendsport findet beim SSC abteilungsübergreifend statt. In den 1970er-Jahren wandelte sich das Angebot vom Kinderturnen zu Kindersport mit der Integration von Ballsportarten und Alltagsmaterialien wie Reifen, Matten und Bewegungslandschaften. Beim Eltern-Kind-Turnen der 6 Monate- bis 1 1/2-jährigen werden verschiedene Sinnesspiele und Babymassage angeboten. Die bis zu 4 Jahre alten Kinder lernen ihresgleichen durch Spiele und Bewegungsgeschichten kennen. Bei den 4- bis 10-jährigen wird die Freude am sportlichen Spiel und verschiedene turnerische Grundelemente vermittelt. Dieses Angebot bereitet auf die KiSSC vor, deren Eintritt ab dem 5. Lebensjahr möglich ist.
Das Jugendreferat wurde 1969 in der Vereinssatzung verankert. Der Jugendreferent hat Sitz und Stimme im Vorstand, wird von der Jugendvollversammlung gewählt und durch die Delegiertenversammlung bestätigt. Seit Beginn der 1980er-Jahre wurden Kindertagesfreizeiten im SSC-Zentrum mehr und mehr ausgebaut. Neben Schwimmen und Tennis werden Judo, Inline, Ballsport, Funsport und Video-ClipDance sowie ein Sport&Spiel-Camp angeboten, dessen Ziel das Ausprobieren möglichst vieler verschiedener Sportarten ist. Im Jugendsportclub wird für Interessierte gezieltes Kraftausdauertraining offeriert. Etliche Sportverbände und Toto Lotto zeichneten 2004 die Jugendarbeit aus. Seit 2015 besteht ein Team aus haupt- und ehrenamtlichen Mitgliedern.

## National und international erfolgreiche Sportler, Funktionäre und Mannschaften
Die Basketballmannschaft der Frauen spielte 1992/93 unter Anleitung von Reinhard Stark ein Jahr in der 1. Bundesliga. Die rocKArollers stiegen 2019 und die Baden Volleys 2023 in die 1. Bundesliga auf. In der 2. Bundesliga starten das Cricket-, das Unterwasser-Rugby-Team und die Sportgymnastinnen.

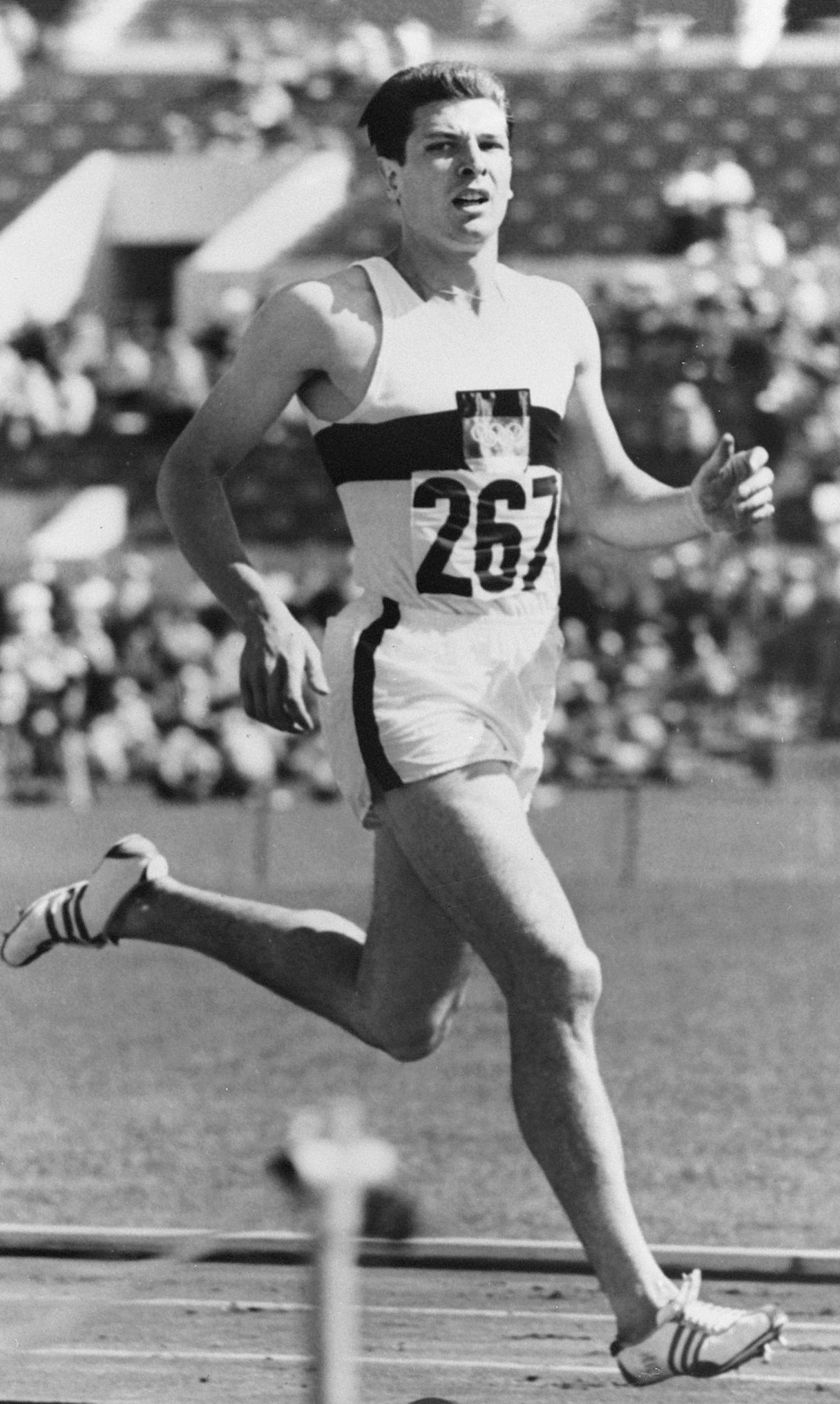
Carl Kaufmann 1960

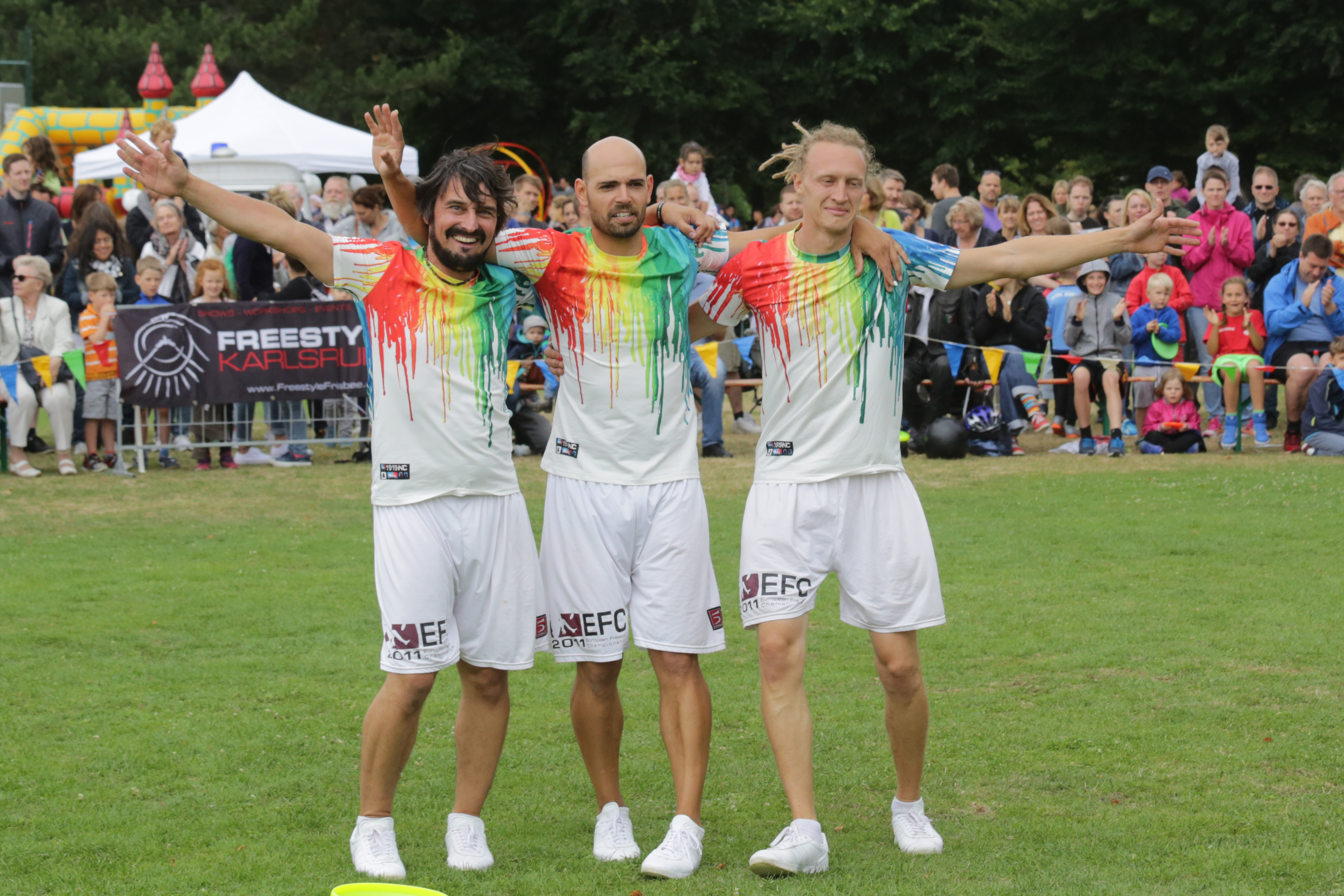
Die Weltmeister im Freestyle Frisbee 2016

| Name                 | Erfolge                                                               |
| -------------------- | --------------------------------------------------------------------- |
| René Breidohr        | ID-Judoka und Weltmeisterschafts-Fünfter 2017                         |
| Klaus Bodinger       | Schwimmer und Europameisterschaftsdritter 1958                        |
| Janina Breuer        | Rückenschwimmerin S14, Vizeeuropameisterin 2021                       |
| Ulrike Frischholz    | Roller Derby, Weltmeisterschaftsteilnehmerin 2018                     |
| Gerhard Giera        | Schwimmer und Weltmeister 2004 AK 75                                  |
| Horst Görlitz        | Wasserspringtrainer                                                   |
| Giulia Goerigk       | Schwimmerin und Europameisterschaftsteilnehmerin 2021                 |
| Kerstin Häffner      | Wasserspringerin und Weltmeisterschaftsteilnehmerin 1991              |
| Sina Herrmann        | Tennisspielerin und ITF-Turniersiegerin                               |
| Florian Hess         | Freestyle Frisbee, Weltmeister 2016                                   |
| Carl Kaufmann        | Leichtathlet und Olympiazweiter 1960                                  |
| Sebastian Kienle     | Triathlet und Sieger des Ironman Hawaii 2014                          |
| Felicitas Kuld       | Triathletin und Europameisterin 2012 AK 55                            |
| Christian Lamred     | Freestyle Frisbee, Weltmeister 2016                                   |
| Alexander Leist      | Freestyle Frisbee, Weltmeister 2016                                   |
| Maximiliane Michael  | Wasserspringerin und Olympiateilnehmerin 1972                         |
| Gabi Reha            | Schwimmerin und Olympiateilnehmerin 1988                              |
| Alexander Richardson | Basketballer und Europameisterschaftsteilnehmer 2019, U16             |
| Pia Sarnes           | Synchronschwimmerin und Europameisterschaftsteilnehmerin 2018         |
| Uwe Sauer            | Basketballer und Olympiateilnehmer 1984                               |
| Daniel Scheck        | Inlinehockey, Weltmeisterschaftsteilnehmer 2010, U16                  |
| Kiki Schweizer       | Hyrox, Weltmeister 2022, AK 55                                        |
| Peter Strähle        | Erfinder des Synchronspringens und Olympiateilnehmer als Kampfrichter |

## Qualitätssiegel
Mit den DOSB-Siegeln „SPORT PRO GESUNDHEIT“ und „SPORT PRO FITNESS“ verpflichtet sich der Verein, eine hohe Qualität seiner Gesundheits- und Fitnessangebote nach verbindlichen Grundsätzen sicherzustellen. Der SSC-Lauf-und-Walking-Treff mit Nordic Walking erhielt vom Deutschen Leichtathletik-Verband das „DLV-TREFF-Zertifikat“ „Sehr Gut“, das die Kriterien Anfängerbetreuung und regelmäßige Fortbildung erfüllen muss.  Kriterien für das Qualitätssiegel „Seniorenfreundlicher Turn- und Sportverein“ des Badischen Turner-Bunds sind die sportlichen und außersportlichen Angebote sowie die qualifizierte Ausbildung der Übungsleiterinnen und Übungsleiter.  Das Prädikat „Anerkannte Kindersportschule“ des Landessportverbands Baden-Württemberg steht für ein pädagogisch ausgerichtetes, ganzheitliches Konzept mit sportartübergreifender Grundausbildung für Kinder zwischen 4 und 10 Jahren.

## Clubzeitungen und Öffentlichkeitsarbeit
Drei Monate nach Vereinsgründung erhielten die Mitglieder das erste Informationsblatt. Bis April 1975 erschienen 32 weitere Ausgaben. Seit 1979 erscheint das Blatt mehrmals jährlich (ab 2020: 3-mal). Ein Preis im Info-Wettbewerb des Badischen Sportbundes war 1984 Anerkennung der Redaktionsleistung. 1987 entstand ein Arbeitskreis Marketing. Der Vereinsbus und die Linie 4 des Karlsruher Verkehrsverbund (KVV) wurden als fahrende Botschafter eingesetzt. Beim Weltkindertag 2008 bot der SSC neben anderen Karlsruher Vereinen Mitmachaktionen, Vorführungen und Informationen an.
Die Webpräsenz ssc-karlsruhe.de wurde 1997 von Gert Rudolph und Stefan Ratzel erstellt. Dort gibt es unter der Rubrik „Service“ Downloads, FAQ und Bildergalerien. Des Weiteren werden wochenblatt-reporter.de und abseits-ka.de als Info-Plattformen genutzt.

## Vereinsanlagen
Das Sportgelände im Traugott-Bender-Sportpark mit SSC-Zentrum, Fächerbad und der SSC-Sportkita Wirbelwind liegt auf nahezu 60.000 m². Im „öffentlichen“ Teil des Sportparks wurde in Kooperation mit dem Rotary Club Karlsruhe ein für jeden nutzbarer Calisthenics-Park errichtet.

### Außenanlagen

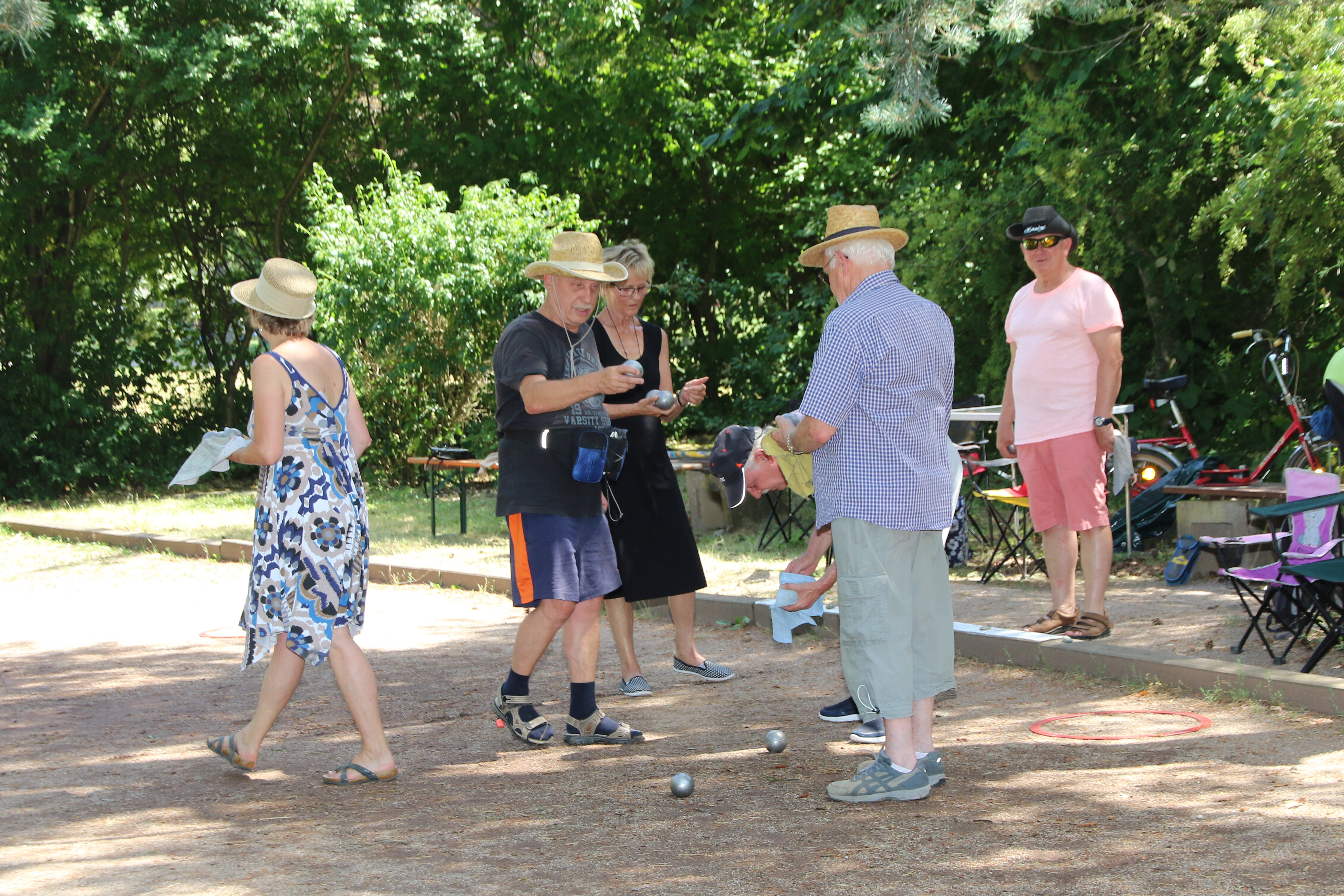
Boule beim SSC Karlsruhe

1969 legte der Verein das erste Rasenspielfeld auf einem stadteigenen Grundstück in Eigenarbeit an. Vier Jahre später entstand das große Rasenfeld, wo die Fußballer auf Kleinfeldern spielen, und die Cricket Lions (seit 2010) auf dem Pitch in der Sommersaison dreimal wöchentlich trainieren. Damals wurde das Mehrzweckfeld als Hartplatz für Ballsportarten erbaut. Einen gelenkschonenden Kunststoffbelag erhielt das Feld 13 Jahre später. Seit 1978 gibt es die 100-m-Bahn sowie Weit- und Hochsprunganlage für das Sportabzeichenteam und den Leichtathletiknachwuchs. Das Land Baden-Württemberg finanzierte die gesamte Freizeitsport-Modellanlage ab 1983 zu 90 Prozent. Funktionale Elemente sind eine eigene Transformatorenstation (seit 1977) und der 10 Jahre später angelegte Fahrradplatz.

### Sporthalle mit Anbauten
Am 20. Juli 1972 entschied sich die Mitgliederversammlung für ein umfangreiches Bauvorhaben: eine Halle in Holzbinderkonstruktion, Anbauten aus Fertigteilen für Umkleiden, Sanitärräume und ein Vereinsbüro. Ab Oktober 1974 konnten die Sportler Halle und Anbau benutzen. Deren Einweihung fand am 20. Februar 1975 statt. Die vorgegebene Multifunktionalität erwies sich nicht immer günstig, da der Teppichboden für Hand- und Volleyball ungeeignet war. Nach verschiedenen Sanierungen und Erneuerungen wird die Halle seit 2017 nur für Tennis genutzt.

### Begegnungszentrum

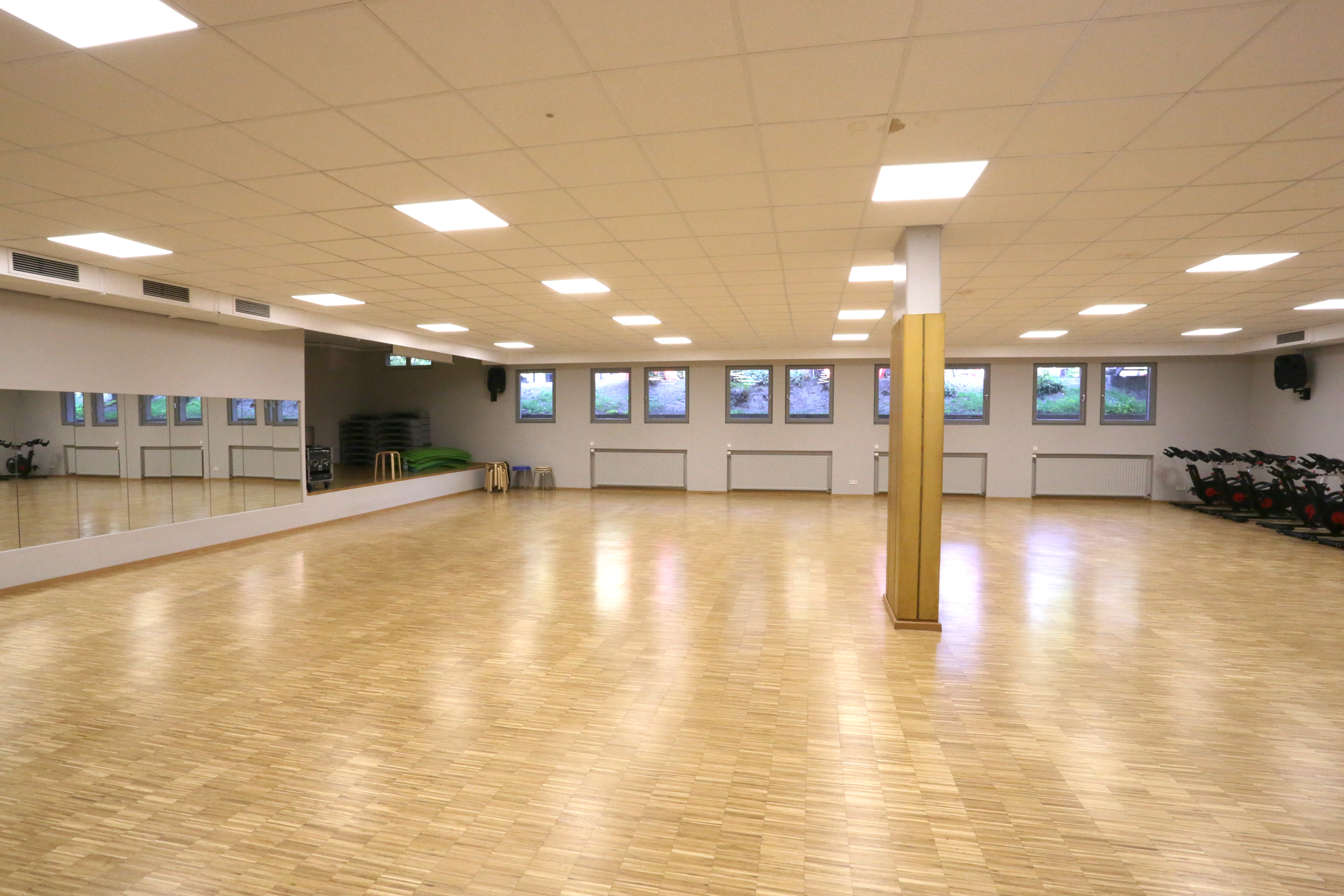
Spiegelsaal

Im Oktober 1978 legte der Planungsausschuss des Vereins Raumprogramm, Grundrisse und einen Finanzierungsplan vor. Das Begegnungszentrum ging am 15. Januar 1980 in Betrieb und wurde im Juni eingeweiht. Neben dem Gastronomiebetrieb in der Denkfabrik finden sich die 2006 modernisierte Geschäftsstelle, das Dojo, die Kegelanlage, der Spiegelsaal und der Schachraum mit Turmbergblick. Der Bildhauer Emil Wachter ließ es sich nicht nehmen, in seinem Waldstädter Atelier ein Triptychon mit sportlichen Motiven für die Eingangshalle zu gestalten.

### Fächerbad
Das 1982 eingeweihte Kombibad mit 50-m-Becken, Sprunganlage sowie großer Liegewiese und Gartensauna vereint die Prinzipien des Sport- und Schwimmclubs im Jugend-, Breiten- und Spitzensport mit einem kompletten Freizeitangebot.

### Sport 21

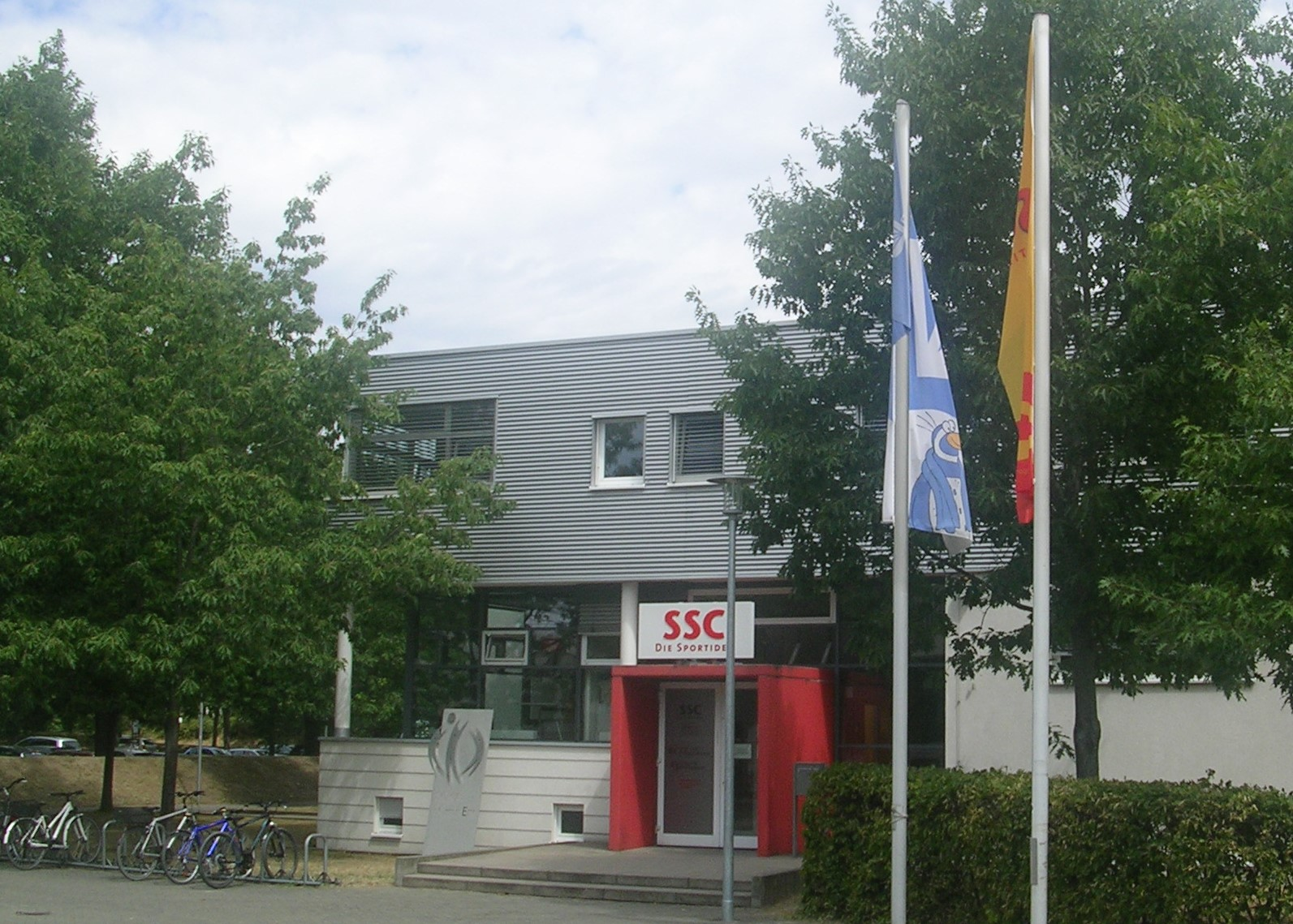
SSC Sport21 Eingangsbereich

Das Grundstück gegenüber dem Fächerbad war noch 1979 als Eislaufhalle vorgesehen. Im Folgejahr wurde die Fläche für Sondersportnutzung ausgewiesen. Der zunächst interessierte Badische Sportbund baute allerdings am Ostrand des Sportparks. In einer Delegiertenversammlung vom 25. Oktober 2001 wurde die Einbindung des Deutschen Alpenvereins (DAV) für eine Kletterhalle vorgeschlagen. Man einigte sich auf zwei Mehrzweckhallen inklusive Hörsälen und Verwaltungsräumen (auch für das Fächerbad). Die Nutzung des Gebäudes regeln sieben Vereinbarungen zwischen den beiden Vereinen. Die Einweihung erfolgte am 10. und 11. Oktober 2003. Rhythmische Sportgymnastik, Taekwondo und die Senioren-Gymnastik fanden hier günstigere Übungsbedingungen. 2018 wurde in einem Anbau der neue Boulderbereich mit etwa 400 m² Grundfläche fertiggestellt.

### Sportkita Wirbelwind

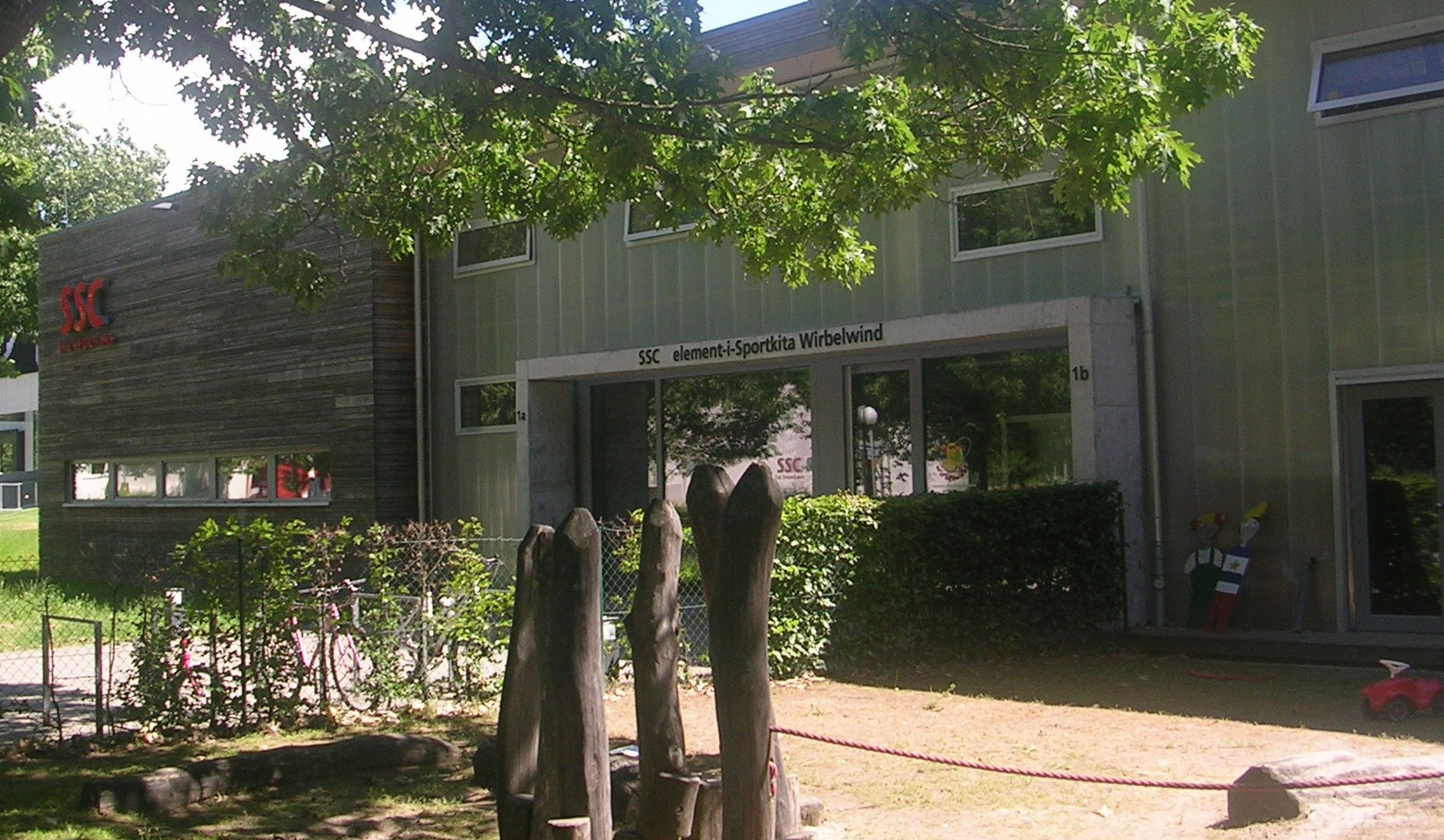
Eingang der Kindertagesstätte des SSC Karlsruhe im Traugott-Bender-Sportpark

Mit dem Kinderförderungsgesetz im Jahr 2008 griff der Vorstand des SSC eine frühere Idee zum Bau eines Bewegungs- und Sportkindergartens auf und in Nachbarschaft zum Fächerbad gab es auch bereits ein geeignetes Gelände. Nach intensivem Abwägungsprozess sprachen sich Vorstand, Beirat und Finanzausschuss gegen eine SSC-Trägerschaft aus. Den Bau, die Trägerschaft und den Betrieb sollte ein professioneller Träger übernehmen. Die Entscheidung fiel auf die Zusammenarbeit mit Kind und Beruf e. V., da sowohl dessen pädagogisches Konzept überzeugte als auch die Bereitschaft da war, auf einen „Bewegungskindergarten“ einzugehen. Am 22. März 2012 wurde die Einrichtung mit einer speziellen kindgerechten Sporthalle und einer Gymnastikhalle eröffnet. 2015 wurde ein Kletterparcours gebaut. 2016 entstand mit der Eröffnung des Cabriobads ein direkter Zugang zum neuen Kursbecken des Fächerbads.

### Fitness- und Gesundheitszentrum

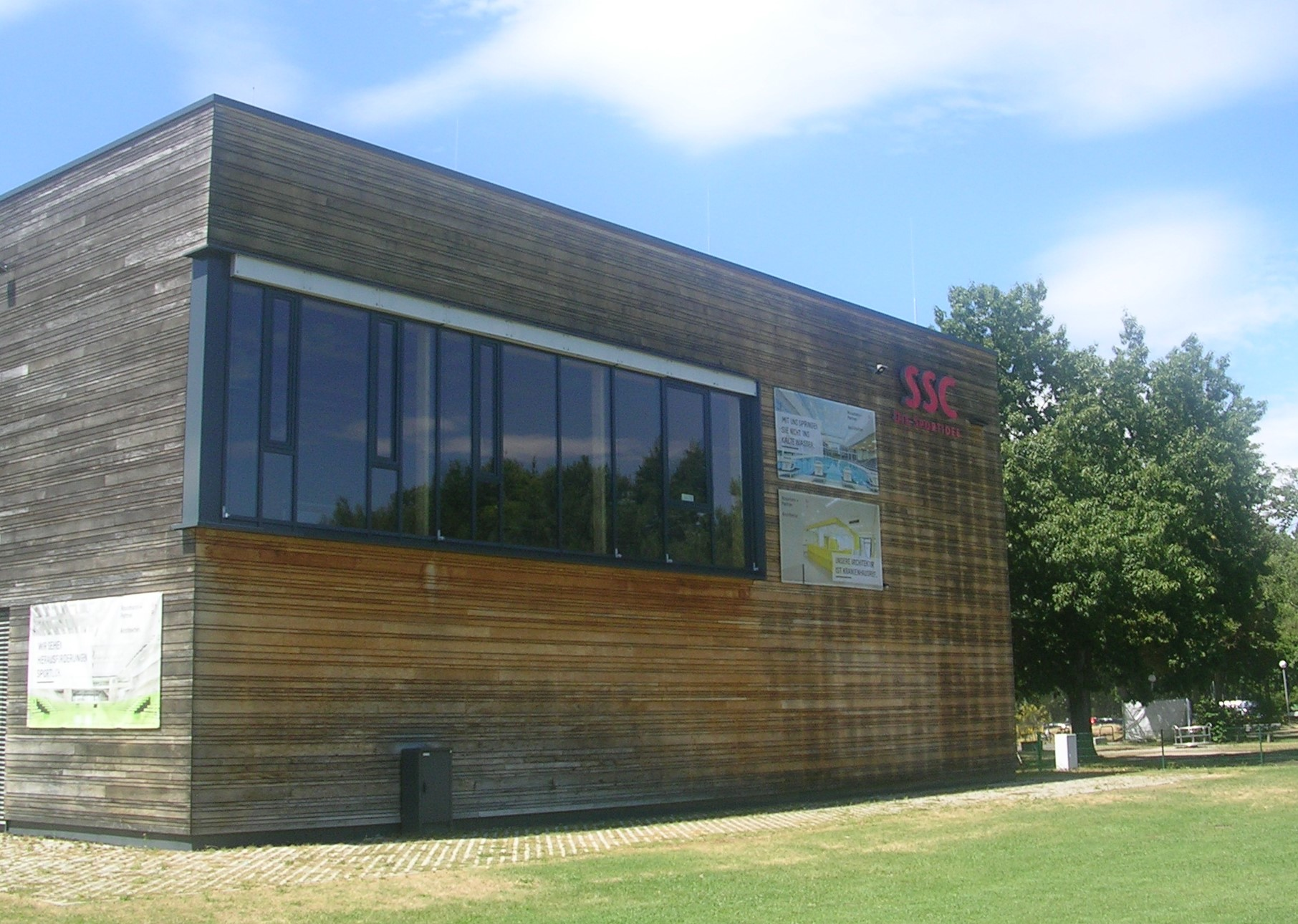
SSC Fitness- und Gesundheitszentrum

In Workshops ab dem Jahre 2014 entstand ein Nutzungskonzept, um aktiven, gesundheits- und fitnessbewussten sowie älteren Menschen ein professionelles Angebot mit passender Ausstattung und fachlicher Begleitung zu machen. Der fitnessorientierte Bereich ist thematisch auf eine athletisch trainierende Zielgruppe ausgerichtet. Dafür finden sich Lang- und Kurzhanteln, Kästen, Medizinbälle, Bänder für Schlingentraining und Kraftgeräte. Im gesundheitssportlich ausgerichteten Bereich finden sich Rückenzirkel, Laufbänder, Rad-, Ruder- und Handkurbelergometer sowie Crosstrainer. Das Zentrum wurde 2017 eingeweiht.

## Trivia
Martin Brudermüller, der ehemalige Vorstandsvorsitzende der BASF, trainierte von 1969 bis 1985 bei den Turnern. Der Sportpublizist Wolfram Eilenberger startete 1989 im Tennis-Juniorenteam. Moritz Müller-Wirth stand in den 1970er-Jahren im SSC-Handball-Tor.